# Колышлей

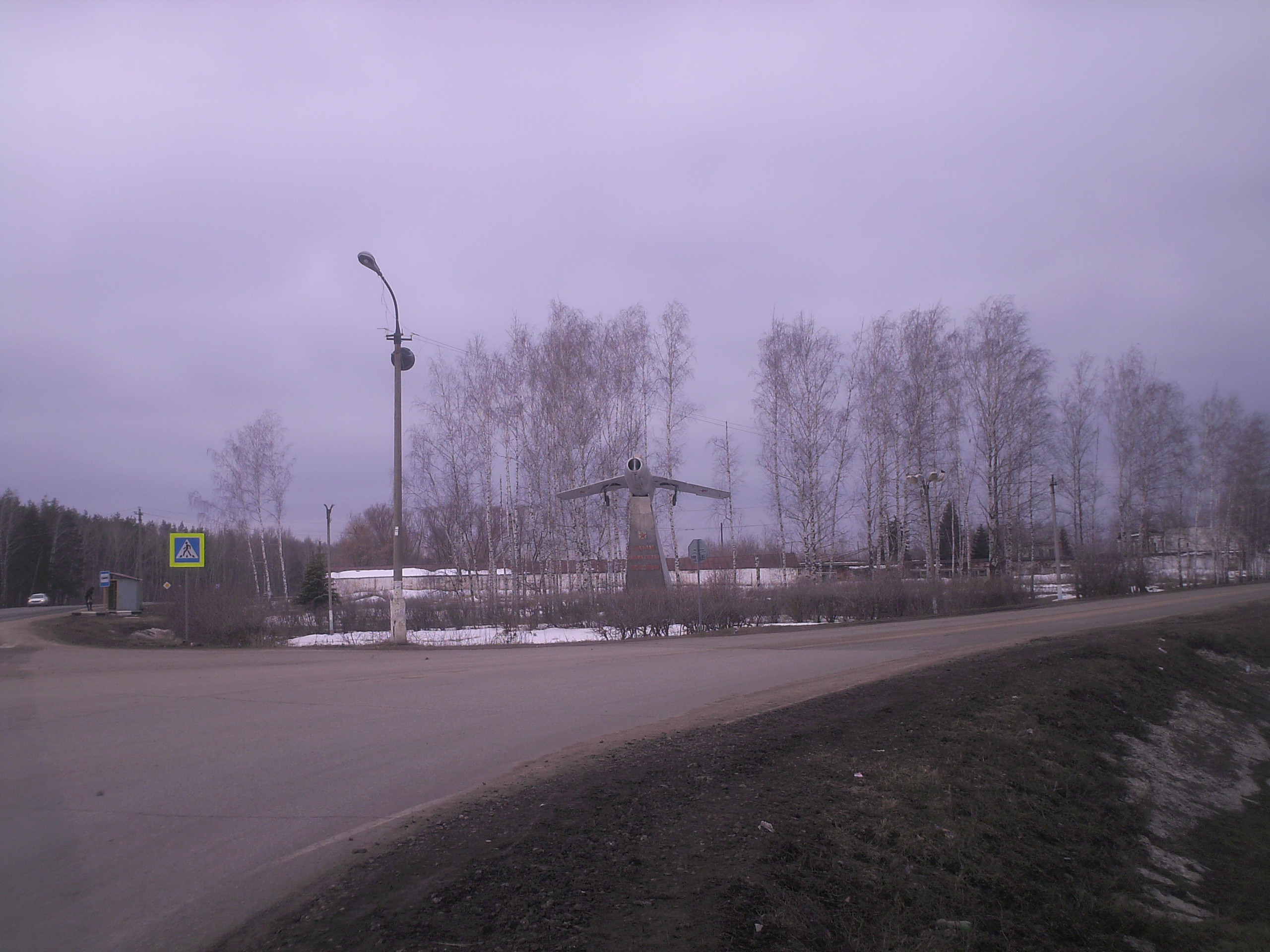
Самолёт МиГ-15УТИ установлен на въезде в посёлок.

Колышле́й — посёлок городского типа в Пензенской области России, административный центр Колышлейского района.

## География
Посёлок расположен в 70 км от Пензы, на правом берегу реки Колышлей, железнодорожная станция на линии Пенза — Ртищево, автодорога Пенза — Сердобск.

## История
Основан в 1896 году как пристанционный посёлок в составе Сущевской волости Сердобского уезда. При станции поселились крестьяне разных губерний на земле, которую они арендовали у удельного ведомства. В 1911 году здесь уже 95 крестьянских дворов. В 1914 году посёлок занимал площадь в 42 десятины, население работало главным образом на мукомольном комплексе (11 паровых и водяных мельниц, 2 элеватора), а также занималось земледелием и животноводством; в посёлке были почта-телеграф, школа, аптека.
С 1928 года — районный центр Колышлейского района в составе Балашовского округа Нижне-Волжского края (с 1939 года — в Пензенской области).
В 1941 году — 3 электростанции, машинно-тракторная мастерская, мельница, 9 магазинов, школа, дом культуры, библиотека. Значительный рост поселка начался в 1950-е годы в связи с урбанизацией, административно-территориальными реформами.
27 ноября 1957 года решением Пензенского облисполкома Колышлей получил статус поселка городского типа.

## Население
| 1911  | 1926  | 1939  | 1959  | 1970  | 1979  | 1989  |
| ----- | ----- | ----- | ----- | ----- | ----- | ----- |
| 565   | ↗1064 | ↗2047 | ↗5543 | ↘5034 | ↗7021 | ↗8995 |
| 2002  | 2009  | 2010  | 2011  | 2012  | 2013  | 2014  |
| ↘8483 | ↘8351 | ↘8312 | ↗8319 | ↘8290 | ↘8235 | ↘8101 |
| 2015  | 2016  | 2017  | 2018  | 2020  | 2021  |       |
| ↘8049 | ↘7941 | ↘7907 | ↘7849 | ↘7651 | ↗7978 |       |

## Экономика
Промышленные предприятия в 1993 году: АО «Метапласт» (655 чел.); в 1993 году выпускало линолеум, плитку ПХВ, столовые приборы и их наборы, полиэтиленовые изделия для дома и др.; завод сухого обезжиренного молока (175 чел.); 2 ПМК — строительство и ремонт объектов производственного назначения и соцкультбыта, дорожная ПМК (85 чел.) — строительство дорог внутри района, дорожный ремонтно-строительный участок (60 чел.) — ремонт дорог областного значения. На территории поселковой администрации располагаются совхоз «Колышлейский», птицефабрика «Колышлейская» (основана в 1958 году). Элеватор, свеклоприемный пункт хозяйств Колышлейского и Малосердобинского районов, овощные теплицы.

## Социальная сфера
Центральная районная больница. 2 средние школы, экспериментальная начальная школа; среднее профтехучилище готовит для Колышлейского и соседних районов трактористов-машинистов, водителей автомашин и других. Дом культуры на 300 мест, кинотеатр, детская школа искусств, 2 библиотеки (50,7 тыс. книг). Общественный краеведческий музей (с 1978 года). Комплексная спортивная площадка, 3 спортзала, детско-юношеская спортивная школа (320 детей) — легкая атлетика, борьба, атлетическая гимнастика (подготовила 2 мастера спорта по легкой атлетике). В районе и области известен русский народный хор районного дома культуры. Санаторий «Хопровские зори» (открыт в 1980) в смешанном лесу (отдых и лечение опорно-двигательной системы, сердечно-сосудистых заболеваний).

## Достопримечательности
- Памятник воинам авиаторам 1941—1945 гг. Самолёт МиГ-15УТИ установлен на въезде в посёлок.